# Eusebio Guiñazú
Pour le footballeur argentin, voir Pablo Guiñazú.

a Compétitions nationales et continentales officielles uniquement.

b Matchs officiels uniquement.
Dernière mise à jour le 29 juin 2017.
Eusebio Guiñazú, né le 15 janvier 1982 à Mendoza (Argentine), est un joueur argentin de rugby à XV. Il joue au poste de pilier en équipe d'Argentine de 2003 à 2013.

## Carrière

### En équipe nationale
Il a disputé son premier match avec l'équipe d'Argentine le 27 avril 2003 contre l'équipe du Paraguay.

## Statistiques en équipe nationale
- 36 sélections en équipe d'Argentine de 2003 à 2013
- 1 essai (5 points)
- Sélections par année : 3 en 2003, 6 en 2004, 2 en 2005, 3 en 2007, 1 en 2009, 12 en 2012 et 9 en 2013
- International Argentin A en 2004
- International Argentin - de 21 ans en 2002 et 2003
- International Argentin - de 19 ans de 1999 à 2001
- International Argentin - de 18 ans en 2000